# Іван П'єщак
Іван П'єщак (нар. 1904, с. Великий Липник, тепер Старолюбовняський округ, Пряшівський край, Словаччина — пом. 1972) — громадсько-політичний діяч русинського спрямування, педагог, правник. Державний секретар з питань юстиції Уряду Карпатської України (11—26 жовтня 1938).

## Життєпис
Іван П'єщак народився у 1904 році в с. Великий Липник, тепер Старолюбовняський округ, Пряшівський край, Словаччина. Закінчив учительську семінарію. Здобув юридичну освіту на юридичному факультеті Карлового університету в Празі. У студентські роки був активним членом москвофільської русинської молодіжної орґанізації «Молодая Генерация», а згодом і «Русской Народной партии на Словакии». 
Був віце-президент Верховного Суду в Кошицях.
Обирався депутатом Національних зборів Чехословаччини.
Брав участь у створенні Пряшівської руської гімназії, був секретарем підготовчого комітету створення гімназії.
Іван П'єщак від «Автономно-землеробського союзу» був обраний Державним секретар з питань юстиції в уряді Андрія Бродія з 11 по 26 жовтня 1938 року.
Згодом Іван П'єщак змінив свої москвофільскі погляди на чехофільські.